# Bandera de Flaçà
La bandera oficial de Flaçà (Gironès) té la següent descripció
Bandera apaïsada, de proporcions dos d'alt per tres de llarg, bicolor vertical, de color blau clar i blanc, amb una mitra d'alçària 2/3 de la del drap i amplària 5/12 de la llargària del mateix drap, al centre, blanca a la primera meitat i de color blau clar a la segona.
Va ser aprovada en el Ple de l'Ajuntament de Flaçà del 30 de maig de 2002, i publicada en el DOGC l'1 d'agost de 2002 amb el número 3690.